# Boku wa inai
„Boku wa inai” (jap. 僕はいない) – piętnasty singel japońskiego zespołu NMB48, wydany w Japonii 3 sierpnia 2016 roku przez laugh out loud records.
Singel został wydany w pięciu edycjach: czterech regularnych (Type A, Type B, Type C, Type D) oraz „teatralnej” (CD). Osiągnął 1 pozycję w rankingu Oricon i pozostał na liście przez 17 tygodni. Singel zdobył status platynowej płyty.

## Lista utworów
Wszystkie utwory zostały napisane przez Yasushiego Akimoto.

### Type A
| CD | CD                                                                       | CD              | CD              | CD      |
| Nr | Tytuł utworu                                                             | Kompozycja      | Aranżacja       | Długość |
| -- | ------------------------------------------------------------------------ | --------------- | --------------- | ------- |
| 1. | „Boku wa inai” (jap. 僕はいない)                                         | aokado          | Makoto Wakatabe | 3:37    |
| 2. | „Ima naraba” (jap. 今ならば) (wyk. SayaMilky)                            | Sayaka Yamamoto | Ikuta Machine   | 4:03    |
| 3. | „Sora kara ai ga futtekuru” (jap. 空から愛が降って来る) (wyk. Team N)    | Ichi            | Yūsuke Itagaki  | 4:38    |
| 4. | „Boku wa inai” (jap. 僕はいない) (off vocal ver.)                        | aokado          | Makoto Wakatabe | 3:37    |
| 5. | „Ima naraba” (jap. 今ならば) (off vocal ver.)                            | Sayaka Yamamoto | Ikuta Machine   | 4:03    |
| 6. | „Sora kara ai ga futtekuru” (jap. 空から愛が降って来る) (off vocal ver.) | Ichi            | Yūsuke Itagaki  | 4:38    |

| DVD | DVD | DVD     |
| Nr  | Tytuł utworu | Długość |
| --- | --- | ------- |
| 1.  | „Boku wa inai” (jap. 僕はいない) (Music Video) |         |
| 2.  | „Boku wa inai” (jap. 僕はいない) (Music Video Dancing Version) |         |
| 3.  | „Sora kara ai ga futtekuru” (jap. 空から愛が降って来る) (Music Video) |         |
| 4.  | „Tokuten eizō „NMB48 Live House Tour 2016 Zepp Namba（3/30 yoru – Nishimura Aika sotsugyō kōen)”” (jap. 特典映像「NMB48 Live House Tour 2016 Zepp Namba（3/30夜 - 西村愛華 卒業公演）」) |         |

### Type B
| CD | CD                                                          | CD              | CD              | CD      |
| Nr | Tytuł utworu                                                | Kompozycja      | Aranżacja       | Długość |
| -- | ----------------------------------------------------------- | --------------- | --------------- | ------- |
| 1. | „Boku wa inai” (jap. 僕はいない)                            | aokado          | Makoto Wakatabe | 3:37    |
| 2. | „Ima naraba” (jap. 今ならば) (wyk. SayaMilky)               | Sayaka Yamamoto | Ikuta Machine   | 4:03    |
| 3. | „Saigo no goshakudama” (jap. 最後の五尺玉) (wyk. Team M)    | Daisuke Toyama  | Nao Harada      | 4:09    |
| 4. | „Boku wa inai” (jap. 僕はいない) (off vocal ver.)           | aokado          | Makoto Wakatabe | 3:37    |
| 5. | „Ima naraba” (jap. 今ならば) (off vocal ver.)               | Sayaka Yamamoto | Ikuta Machine   | 4:03    |
| 6. | „Saigo no goshakudama” (jap. 最後の五尺玉) (off vocal ver.) | Daisuke Toyama  | Nao Harada      | 4:09    |

| DVD | DVD | DVD     |
| Nr  | Tytuł utworu | Długość |
| --- | --- | ------- |
| 1.  | „Boku wa inai” (jap. 僕はいない) (Music Video)                                                                                                 |         |
| 2.  | „Boku wa inai” (jap. 僕はいない) (Music Video Dancing Version)                                                                                 |         |
| 3.  | „Saigo no goshakudama” (jap. 最後の五尺玉) (Music Video)                                                                                       |         |
| 4.  | „Tokuten eizō „NMB48 Live House Tour 2016 Zepp Namba（3/31 hiru kōen)”” (jap. 特典映像「NMB48 Live House Tour 2016 Zepp Namba（3/31昼公演）」) |         |

### Type C
| CD | CD                                                              | CD               | CD               | CD      |
| Nr | Tytuł utworu                                                    | Kompozycja       | Aranżacja        | Długość |
| -- | --------------------------------------------------------------- | ---------------- | ---------------- | ------- |
| 1. | „Boku wa inai” (jap. 僕はいない)                                | aokado           | Makoto Wakatabe  | 3:37    |
| 2. | „Ima naraba” (jap. 今ならば) (wyk. SayaMilky)                   | Sayaka Yamamoto  | Ikuta Machine    | 4:03    |
| 3. | „Mōsō Machine 3-gōki” (jap. 妄想マシーン3号機) (wyk. Team BII)  | Akihiko Nakamura | Akihiko Nakamura | 4:04    |
| 4. | „Boku wa inai” (jap. 僕はいない) (off vocal ver.)               | aokado           | Makoto Wakatabe  | 3:37    |
| 5. | „Ima naraba” (jap. 今ならば) (off vocal ver.)                   | Sayaka Yamamoto  | Ikuta Machine    | 4:03    |
| 6. | „Mōsō Machine 3-gōki” (jap. 妄想マシーン3号機) (off vocal ver.) | Akihiko Nakamura | Akihiko Nakamura | 4:04    |

| DVD | DVD | DVD     |
| Nr  | Tytuł utworu | Długość |
| --- | --- | ------- |
| 1.  | „Boku wa inai” (jap. 僕はいない) (Music Video) |         |
| 2.  | „Boku wa inai” (jap. 僕はいない) (Music Video Dancing Version) |         |
| 3.  | „Mōsō Machine 3-gōki” (jap. 妄想マシーン3号機) (Music Video) |         |
| 4.  | „Tokuten eizō „NMB48 Live House Tour 2016 Zepp Namba（3/31 yoru – Umeda Ayaka sotsugyō kōen)”” (jap. 特典映像「NMB48 Live House Tour 2016 Zepp Namba（3/31夜 - 梅田彩佳 卒業公演）」) |         |

### Type D
| CD | CD                                                                | CD              | CD              | CD      |
| Nr | Tytuł utworu                                                      | Kompozycja      | Aranżacja       | Długość |
| -- | ----------------------------------------------------------------- | --------------- | --------------- | ------- |
| 1. | „Boku wa inai” (jap. 僕はいない)                                  | aokado          | Makoto Wakatabe | 3:37    |
| 2. | „Ima naraba” (jap. 今ならば) (wyk. SayaMilky)                     | Sayaka Yamamoto | Ikuta Machine   | 4:03    |
| 3. | „Short Cut no natsu” (jap. ショートカットの夏) (wyk. Ririka Sutō) | Takahiro Tsuji  | Takahiro Tsuji  | 3:57    |
| 4. | „Boku wa inai” (jap. 僕はいない) (off vocal ver.)                 | aokado          | Makoto Wakatabe | 3:37    |
| 5. | „Ima naraba” (jap. 今ならば) (off vocal ver.)                     | Sayaka Yamamoto | Ikuta Machine   | 4:03    |
| 6. | „Short Cut no natsu” (jap. ショートカットの夏) (off vocal ver.)   | Takahiro Tsuji  | Takahiro Tsuji  | 3:57    |

| DVD | DVD | DVD     |
| Nr  | Tytuł utworu                                                                                               | Długość |
| --- | --- | ------- |
| 1.  | „Boku wa inai” (jap. 僕はいない) (Music Video)                                                             |         |
| 2.  | „Boku wa inai” (jap. 僕はいない) (Music Video Dancing Version)                                             |         |
| 3.  | „Short Cut no natsu” (jap. ショートカットの夏) (Music Video)                                               |         |
| 4.  | „Tokuten eizō „NMB 48 feat. Yoshimoto shinkigeki Vol. 15”” (jap. 特典映像「NMB48 feat.吉本新喜劇 Vol.15」) |         |
| 5.  | „Tokuten eizō: „Boku wa inai” (Making Video)” (jap. 特典映像「僕はいない（メイキングビデオ）」)            |         |

### Wer. teatralna
| CD | CD                                                        | CD              | CD              | CD      |
| Nr | Tytuł utworu                                              | Kompozycja      | Aranżacja       | Długość |
| -- | --------------------------------------------------------- | --------------- | --------------- | ------- |
| 1. | „Boku wa inai” (jap. 僕はいない)                          | aokado          | Makoto Wakatabe | 3:37    |
| 2. | „Ima naraba” (jap. 今ならば) (wyk. SayaMilky)             | Sayaka Yamamoto | Ikuta Machine   | 4:03    |
| 3. | „Yume no nagori” (jap. 夢の名残り) (wyk. Miyuki Watanabe) | Shinya Sumida   | Daisuke Kahara  |         |
| 4. | „Boku wa inai” (jap. 僕はいない) (off vocal ver.)         | aokado          | Makoto Wakatabe | 3:37    |
| 5. | „Ima naraba” (jap. 今ならば) (off vocal ver.)             | Sayaka Yamamoto | Ikuta Machine   | 4:03    |
| 6. | „Yume no nagori” (jap. 夢の名残り) (off vocal ver.)       | Shinya Sumida   | Daisuke Kahara  |         |

## Skład zespołu
| „Boku wa inai” |
| --- |
| - NMB48 Team N: Yūri Ōta, Yūka Katō, Rika Kishino, Kei Jōnishi, Ririka Sutō, Sayaka Yamamoto, Akari Yoshida - NMB48 Team M: Ayaka Okita, Airi Tanigawa, Reina Fujie, Sae Murase, Fūko Yagura - NMB48 Team M / AKB48 Team A: Miru Shiroma - NMB48 Team BII: Shū Yabushita - NMB48 Team BII / AKB48 Team B: Miyuki Watanabe (środek) - NMB48 Team BII / AKB48 Team 4: Nagisa Shibuya |

| „Ima naraba” |
| --- |
| Piosenka na ukończenie członkostwa Miyuki Watanabe w zespole. - NMB48 Team N: Sayaka Yamamoto - NMB48 Team BII / AKB48 Team B: Miyuki Watanabe |

| „Sora kara ai ga futtekuru” |
| --- |
| - Team N: Natsuko Akashi, Yūmi Ishida, Yūri Ōta (środek), Yūka Katō, Rika Kishino, Narumi Koga, Eriko Jō, Kei Jōnishi, Ririka Sutō (środek), Rurina Nishizawa, Rina Yamao, Yūki Yamaguchi, Sayaka Yamamoto, Akari Yoshida - Kenkyūsei: Nanami Nishinaka, Yuzuha Hongō |

| „Saigo no goshakudama” |
| --- |
| - NMB48 Team M: Yuki Azuma, Akari Ishizuka, Azusa Uemura, Mizuki Uno, Ayaka Okita, Rena Kawakami, Momoka Kinoshita, Rina Kushiro, Sara Takei, Airi Tanigawa, Reina Nakano, Reina Fujie, Megumi Matsumura, Mao Mita, Sae Murase, Ayaka Morita, Fūko Yagura (środek) - NMB48 Team M / AKB48 Team A: Miru Shiroma (środek) - NMB48 Kenkyūsei: Shion Hori |

| „Mōsō Machine 3-gōki” |
| --- |
| - NMB48 Team BII: Anna Ijiri, Kanae Iso, Miori Ichikawa, Mirei Ueda, Mai Odan, Emika Kamieda, Chihiro Kawakami, Haruna Kinoshita, Konomi Kusaka, Hazuki Kurokawa, Kokoro Naiki, Momoka Hayashi, Chiho Matsuoka, Shū Yabushita - NMB48 Team BII / AKB48 Team B: Watanabe Miyuki (środek) - NMB48 Team BII / AKB48 Team 4: Nagisa Shibuya - NMB48 Kenkyūsei: Erina Andō, Yuki Muranaka, Momone Yasuda |

## Notowania
| Lista                             | Pozycja |
| --------------------------------- | ------- |
| Oricon Weekly Singles Chart       | 1       |
| Oricon Yearly Singles Chart       | 16      |
| Billboard Japan Hot 100           | 1       |
| Billboard Japan Top Singles Sales | 1       |

## Sprzedaż
| Dane wg         | Sprzedaż |
| --------------- | -------- |
| Oricon          | 363 583  |
| Billboard Japan | 450 771+ |